# Chilehexops platnicki
Espèce
Chilehexops platnicki est une espèce d'araignées mygalomorphes de la famille des Euagridae.

## Distribution
Cette espèce est endémique de la région d'Atacama au Chili,. Elle se rencontre vers Vallenar.

## Description
La carapace du mâle holotype mesure 2,08 mm de long sur 1,69 mm

## Étymologie
Cette espèce est nommée en l'honneur de Norman I. Platnick.

## Publication originale
- Coyle, 1986 : Chilehexops, a new funnelweb mygalomorph spider genus from Chile (Araneae, Dipluridae). American Museum Novitates, no 2860, p. 1-10 (texte intégral).